# إسقاط سكاني

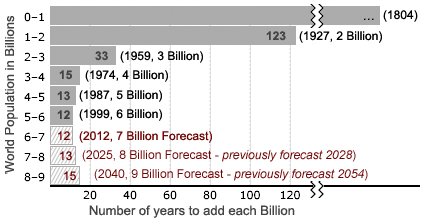

الإسقاط السكاني في التركيبة السكانية، هو تقدير مستقبلي لعدد سكان منطقة معينة، وتكون بواسطة عملية حسابية مبنية على بيانات إحصائية سكانية سابقة، وهي ليست كما التعداد السكاني الذي يكون بواسطة جمع البيانات الميدانية.

## معادلة الإسقاط السكاني
تتم هذه العملية بواسطة معادلة الإسقاط السكاني التالية:
لو ت³ =لو ت2 + ن لو (1+ر)
- لو ت3 : تعني عدد السكان التقديري في المستقبل
- لو ت2 : تعني عدد السكان في التعداد الأحدث
- ن : تعني الفرق بين سنوات التعداد
- ر : تعني معدل نمو السكان في فترة التعداد